# Heleophryne rosei
Espèce
Statut de conservation UICN

 CR B1ab(ii,iii)+2ab(ii,iii) : 
En danger critique
Heleophryne rosei est une espèce d'amphibiens de la famille des Heleophrynidae. Elle fait partie de la liste des 100 espèces les plus menacées au monde établie par l'UICN en 2012.

## Répartition

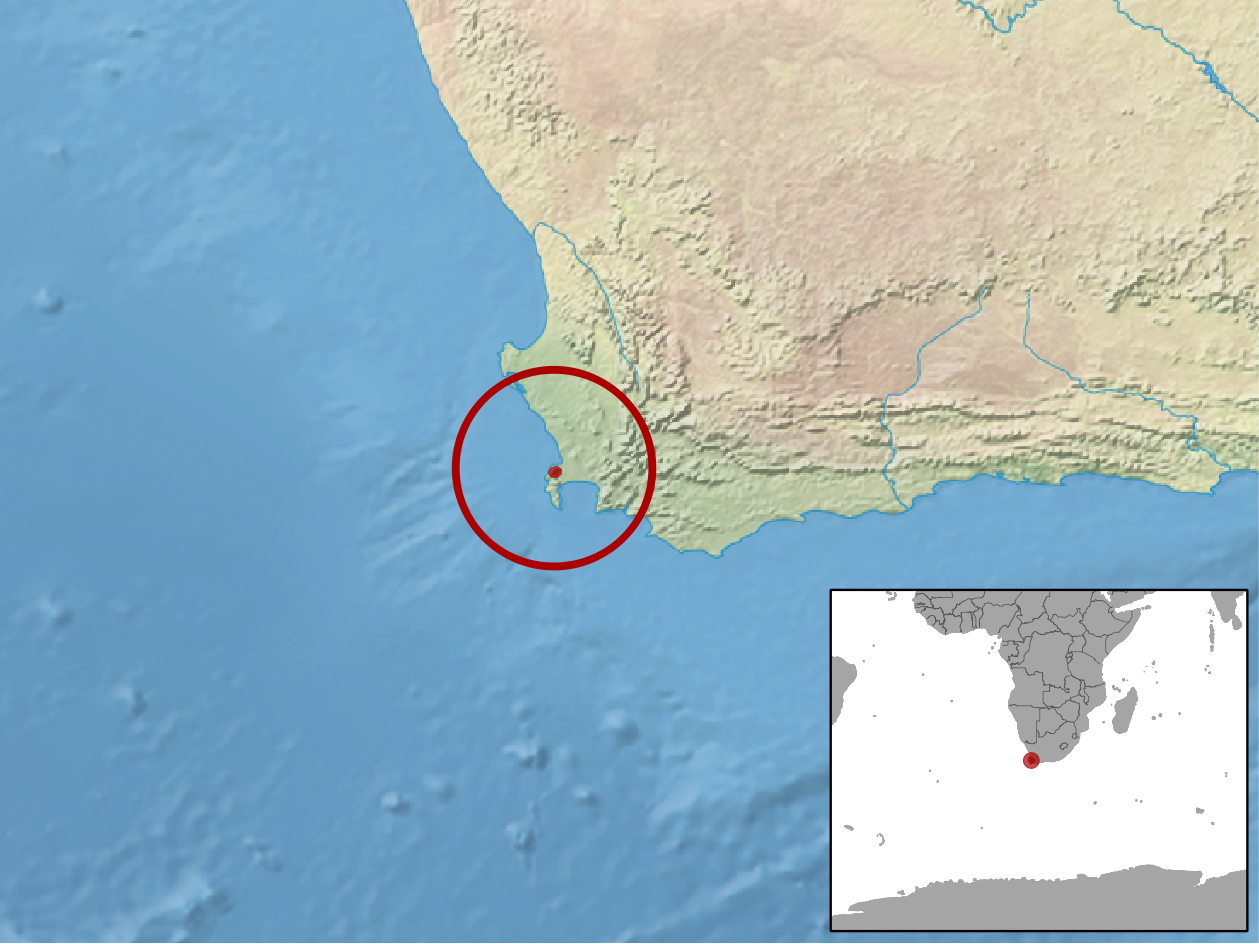
Distribution

Cette espèce est endémique  du Cap occidental en Afrique du Sud. Elle se rencontre de 240 à 1 060 m sur les flancs de la montagne de la Table.

## Étymologie
Cette espèce est nommée en l'honneur de Walter Rose (1884-1964).

## Publication originale
- Hewitt, 1925 : On some new species of Reptiles and Amphibians from South Africa. Record of the Albany Museum, Grahamstown, vol. 3, no 4, p. 343-370.

## Description
Les femelles sont plus grandes que les mâles avec un longueur de la tête à la queue de 60 mm contre 50 pour les mâles.
La pigmentation des adultes est tachetée, parsemée de plaques de pourpre à brun rougeâtre sur un fond vert. 